# Stari most, Mostar
Stari Most je most čez reko Neretvo v bosanskohercegovskem mestu Mostar. Zgrajen je bil v 16. stoletju in povezuje dva dela mesta. Med vojnami po razpadu Jugoslavije ga je vojska Bosansko-Hercegovskih Hrvatov ali HVO v jutru 9. novembra 1993 (ob 10:15) uničila. Rekonstrukcija starega mostu je bila dokončana in uradno predana uporabi mesta 23. julija 2004.

## Značilnosti
Stari most je ločni most dolg 29 m in širok 4 m. Njegova višina v najvišji točki loka je v povprečju 20 m. Na vsaki strani mostu je utrjen obrambni stolp. Stolp na levem (vzhodnem) bregu Neretve se imenuje Tara. Njegove stene so debele tri metre in v njem je bilo vse do leta 1878, ko je Bosno in Hercegovino zasedla Avstro-Ogrska, skladišče smodnika in streliva. Stolp na desnem (zahodnem) bregu se imenuje Halebija, oba skupaj pa mostari - čuvaji mostu. 
Lok mostu je zgrajen iz 459 obdelanih blokov apnenca tenelija, ki so ga lomili v bližnjem kamnolomu. Največji blok meri 206x50x90 cm.

## Zgodovina

### Gradnja
Most čez reko Neretvo je stal že dolgo pred Starim mostom. Prvič je omenjen v pismu, ki ga je neki Dubrovčan pisal mestnemu svetu Dubrovnika. V njem piše, da se je Vladislav Hercegović odcepil od svojega očeta Hercega Stjepana in zasedel Blagaj (naselje južno od Mostarja) ter dve utrdbi ob mostu čez Neretvo (et do castelli al ponte Neretua). Kdaj natančno je bil most zgrajen, ni znano, vsekakor pa je služil vse do leta 1466, ko so Mostar in okolico zasedli Turki in zgradili novega. 
Novozgrajeni most je bil slabe kakovosti. Ćatib Čelebi, potopisec iz 17. stoletja je zapisal, da je most lesen, zelo dotrajan, da visi na verigah in se med hojo tako trese, da vzbuja strah pri vseh, ki gredo čezenj. Prebivalci Mostarja so zato prosili sultana Sulejmana Veličastnega, naj zgradi nov kamnit most. 
Načrte za most je naredil istanbulski arhitekt Mimar Hajrudin, učenec Sulejmanovega dvornega arhitekta Mimarja Sinana. Izročilo pravi, da je Hajrudin dan preden so začeli odstranjevati opaže izpod novega mostu, pobegnil iz Mostarja in si celo pripravil lasten pogreb, ker še sam ni verjel, da bo vitka konstrukcija mostu vzdržala. V resnici ni nobenega zanesljivega podatka, da je Hajrudin svoj most sploh kdaj videl. Gradnjo mostu so zaupali izkušenemu lokalnemu graditelju Mehmedu Karađozu. Gradbena dela so se začela 24. oktobra 1557. Delavci so bili v glavnem iz okolice Dubrovnika in kadiluka Popovo v jugovzhodni Hercegovini, ki so bili izkušeni tesariji in kamnoseki. Most je bil zgrajen leta 1566 in je stal 300.000 srebrnikov (akč). 
Ko je bil most zgrajen, je imel največji lok na svetu. Dobil je ime Novi most, kasneje pa so ga imenovali tudi Most Sulejmana Veličastnega, Veliki most in nazadnje Stari most.

### Uničenje
Med vojno v Bosni in Hercegovini (1992-1995) je bil most pogost cilj topništva hrvaške vojske (HVO), ki ga je hotela izbrisati kot simbol osmanske arhitekture. Leta 1992 so topovske granate najprej prebile del ograje tik ob desnem bregu Neretve, 9. novembra 1993 pa se je most med sistematičnim topovskim obstreljevanjem iz Čekrka in okoliških hribov porušil in padel v reko.

### Obnova
Po vojni so začeli načrtovati obnovo mostu, ki bi postal simbol miru in sprave med sprtimi narodi. V obnovljeni most so nameravali vgraditi čim več prvotnega gradiva, zato so najprej dvignili kamnite bloke in druge ostanke z rečnega dna. Manjkajoče bloke in elemente, ki niso bili uporabni, so izklesali znova po tradicionalem postopku v istem kamnolomu, v katerem so bili izklesani originali. Most je bil svečano odprt 23. julija 2004. Obnova, ki je potekala pod pokroviteljstvom UNESCA, je stala 12 milijonov evrov.
Leta 2005 je bil most vpisan na seznam Unescove svetovne kulturne dediščine.

## Center za mir in multietnično sodelovanje
Po vojni so v Mostarju ustanovili Center za mir in multietnično sodelovanje, ki je nevladna in neprofitna organizacija in preučuje zgodovino Mostarja od leta 1990 do 2004. V arhivu centra je nekaj tisoč originalnih fotografij, filmov in pisnih dokumentov in okrog 3.000 ur filmskega gradiva. 
Od leta 2004 Center podeljuje Nagrado za mir za doprinos k zbliževanju civilizacij in kultur, katere simbol je novi Stari most. Prvi nagrajenec je bil češki predsednik republike Vaclav Havel, za njim pa so bili nagrajeni Alois Mock, Nelson Mandela in Mohamed ElBaradei.